# Llista de batlles de Cornellà de Llobregat
El batlle o alcalde de Cornellà de Llobregat és la màxima autoritat política de l'Ajuntament de Cornellà de Llobregat. Des de 1985 el batlle és elegit en un ple per la corporació municipal a través de regidors, que al seu torn són elegits per sufragi universal pels ciutadans de Cornellà de Llobregat amb dret a vot i mitjançant eleccions municipals celebrades cada quatre anys. En la mateixa sessió de constitució de la corporació es procedeix a l'elecció del batlle, amb la possibilitat que tots els regidors que encapçalen les llistes electorals puguin ser candidats. És proclamat electe el candidat que obté la majoria absoluta dels vots. Si cap obté aquesta majoria, és proclamat alcalde el regidor que encapçala la llista més votada pels ciutadans.
Si bé la regència del municipi s'havia basat històricament en el poder del feudalisme, dels comtes de Barcelona, dels comuns i de les agrupacions parroquials, el concepte de batllia a Cornellà es va definir a partir de la instauració de l'absolutisme espanyol a principis del segle xviii. L'any 1716 Cornellà de Llobregat va esdevenir un municipi independent de Barcelona per causa dels Decrets de Nova Planta; i des del 1714 fins a l'actualitat ha tingut un total de 52 batlles al llarg de 57 mandats, el primer dels quals fou Francesc Miret i el darrer Antoni Balmón i Arévalo. Llorenç Marigó i Poblet va ser el batlle que més cops va posseir el càrrec (en tres ocasions el 1931, el 1935 i el 1939), i José Montilla i Aguilera va assolir també la presidència de la Generalitat de Catalunya després d'ocupar l'alcaldia, entre altres càrrecs.
El tractament honorari que rep el batlle de Cornellà de Llobregat és el d'Il·lustríssim senyor, segons queda definit a l'article 12 del Reglament Especial Regulador del Protocol, Honors, Distincions i Premis del municipi.

## Història
Les primeres figures que regentaven els habitatges corresponents a la parròquia de Santa Maria de Cornellà del Llobregat eren l'anomenada Agrupació Parroquial i el comú a través del mètode de la insaculació. Aquesta organització sobre els fonaments de la parròquia era la conseqüència de la caiguda del feudalisme a Catalunya i dels senyors (com el propi Macià Messeguer a Cornellà), ja que als conreus i zones agrícoles no hi quedava més autoritat que el regisme de l'església i els delegats de les Corts com a col·lectors dels tributs i afers de l'ordre públic. Per altra banda, durant el segle xi i segle xii les terres de Cornellà havien estat domini dels comtes de Barcelona (entre els quals Ramon Berenguer IV) i també de les hebdòmades majors i menors de la Seu de Barcelona.
Altrament, el càrrec de la batllia de Cornellà com a tal es remunta a l'any 1714, després del Setge de Barcelona durant la Guerra de Successió Espanyola —que va culminar amb la implantació definitiva dels Decrets de Nova Planta. Aquests documents, que van comportar la implantació del règim absolutista a Espanya, van també fer adaptar els mecanismes d'elecció dels governs municipals i l'organització de la vida urbana tot adaptant-los a les normes de Castella. Així doncs, Cornellà va esdevenir un municipi independent de Barcelona i integrat a la comarca del Baix Llobregat.

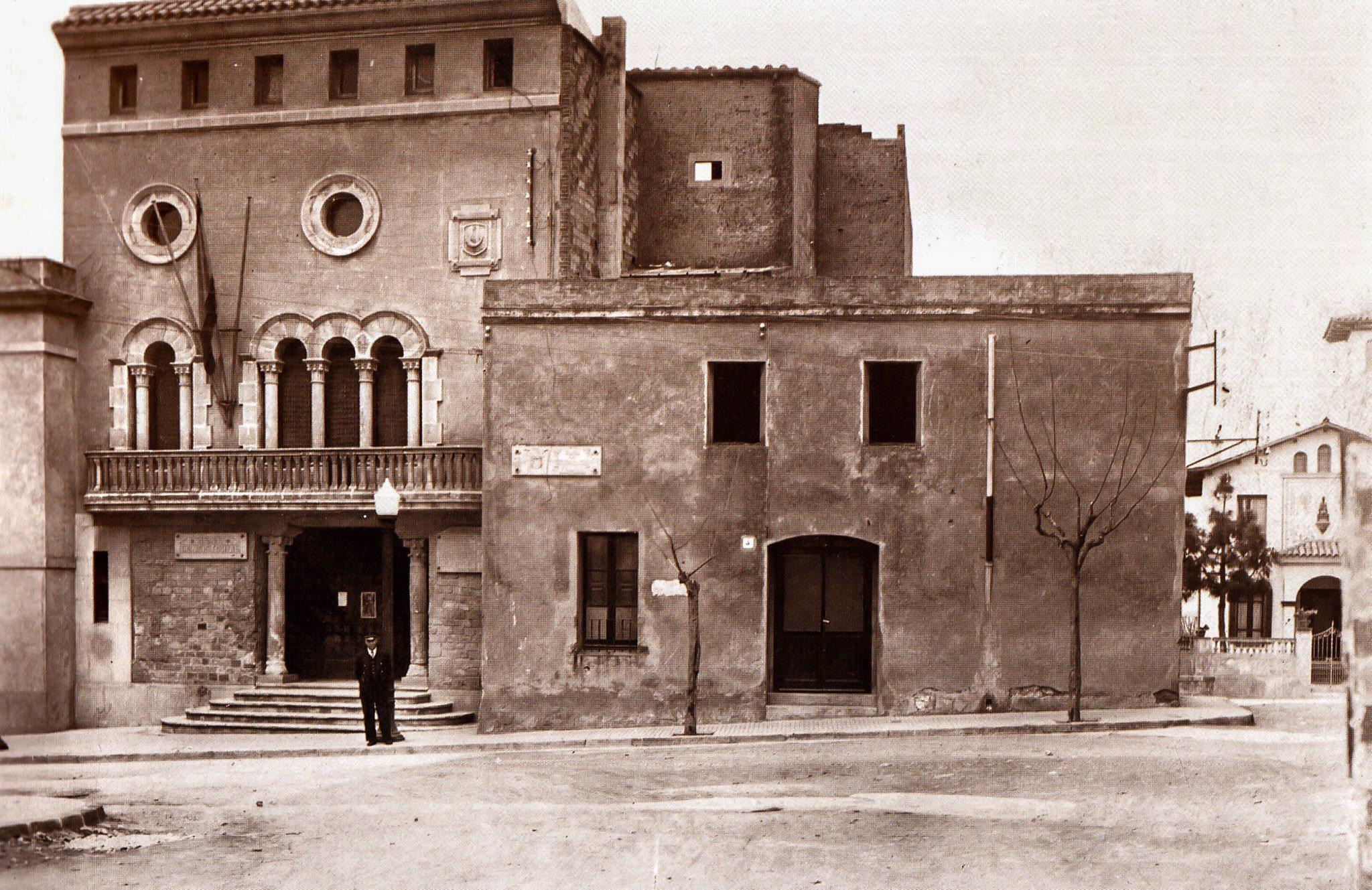
L'Ajuntament de Cornellà de Llobregat durant el segon terç del, anys després del descobriment i instal·lació de les columnes preromàniques que en presideixen l'entrada.

Així doncs, durant els 225 anys entre la capitulació de Barcelona i fins a l'actualitat, 52 persones (totes homes) han ocupat el càrrec de la batllia cornellanenca. Des de 1714 i fins abans d'iniciar-se la Segona República Espanyola l'any 1931, l'Ajuntament de Cornellà de Llobregat va tenir 38 alcaldes: el primer va ser Francesc Miret i el darrer Alfons Coixart Llargués, mentre que Josep Gelabert i Fatjó ho fou en dues ocasions. La gran majoria van pertànyer a famílies influents del municipi i que posseïen diverses propietats, com es fa palès en l'actualitat a través del llegat en forma de cognom que s'ha preservat en algunes de les obres més importants del patrimoni arquitectònic i en el nomenclàtor de la ciutat: Can Vallhonrat, Can Campreciós o Can Serra, entre d'altres.
El període republicà va ser el més convuls quant a l'estabilitat del consistori, que va veure un canvi continu de noms ocupant la batllia durant vuit anys: fins a 6 noms diferents, des de Llorenç Marigó i Poblet fins a Josep Berruezo i Lloret. Aquesta inestabilitat es va veure agreujada per la incertesa política i les eleccions contínues que van marcar la Segona República i l'esclat de la Guerra Civil espanyola: Llorenç Marigó va repetir mandat fins a 3 ocasions, mentre que Isidor Coma i Fabré i Amadeu Fabrès i Sardà van fer-ho en dues ocasions.

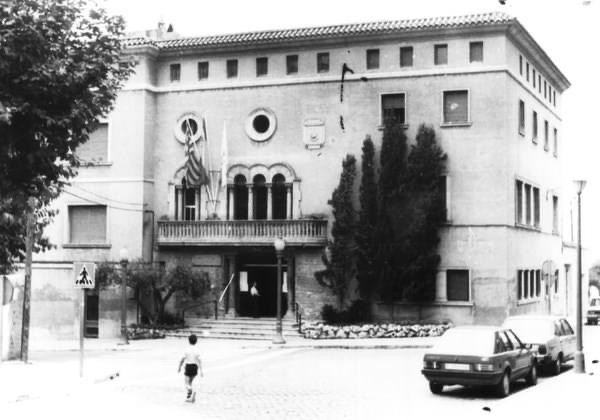
L'edifici consistorial després de la reforma executada durant el franquisme. Se'n va unificar tota la façana fins a la cantonada amb la plaça dels Enamorats.

El 28 de gener de 1939, dos dies després de la pèrdua de Barcelona per part dels republicans en mans del bàndol franquista, la comissió gestora nacional va nombrar de nou Llorenç Marigó com a batlle provisional. Un any després, Manuel Medina Clavero va començar a presidir la primera de les 5 alcaldies que es van succeir durant el franquisme a través de la designació del Governador Civil de Barcelona, mentre que Joan Seijo i Viñas ho va fer en la darrera.
Un cop va caure el règim franquista després de la mort de Francisco Franco l'any 1975, es va restablir el sufragi municipal a les eleccions municipals espanyoles de 1979. Des d'aquell moment de la transició espanyola fins al període de restabliment de les institucions democràtiques actual, 3 batlles han estat escollits a través d'eleccions locals cada quatre anys: Frederic Prieto i Caballé, José Montilla i Aguilera (que va arribar també a ocupar els càrrecs de ministre d'Indústria, Turisme i Comerç del Govern Espanyol, President de la Generalitat de Catalunya i de senador al Senat d'Espanya) i Antonio Balmón i Arévalo, batlle actual.

## Llista de batlles de Cornellà de Llobregat
| Núm. batllia | Batlle | Batlle                        | Inici del mandat       | Fi del mandat          | Partit polític                               | Partit polític                               | Dades         | Fonts         |
| ------------ | ------ | ----------------------------- | ---------------------- | ---------------------- | -------------------------------------------- | -------------------------------------------- | ------------- | ------------- |
| 1            |        | Francesc Miret                | 1714                   | 1727                   | -                                            |                                              |               | [ 4 ]         |
| 2            |        | Marc Comas                    | ?                      | ?                      | -                                            |                                              |               | [ 4 ]         |
| 3            |        | Joan Batllori                 | ?                      | ?                      | -                                            |                                              |               | [ 4 ]         |
| 4            |        | Manuel Fernández              | ?                      | ?                      | -                                            |                                              |               | [ 4 ]         |
| 5            |        | Francesc Mitjavila            | ?                      | ?                      | -                                            |                                              |               | [ 4 ]         |
| 6            |        | Josep Serra                   | ?                      | ?                      | -                                            |                                              |               | [ 4 ]         |
| 7            |        | Pau Basté                     | ?                      | ?                      | -                                            |                                              |               | [ 4 ]         |
| 8            |        | Pau Riera                     | ?                      | ?                      | -                                            |                                              |               | [ 4 ]         |
| 9            |        | Isidre Casas                  | ?                      | ?                      | -                                            |                                              |               | [ 4 ]         |
| 10           |        | Gabriel Campreciós i Negre    | ?                      | ?                      | -                                            |                                              |               | [ 4 ]         |
| 11           |        | Joaquim Mitjavila             | ?                      | ?                      | -                                            |                                              |               | [ 4 ]         |
| 12           |        | Pere Coixart                  | ?                      | ?                      | -                                            |                                              |               | [ 4 ]         |
| 13           |        | Gabriel Vallhonrat            | ?                      | ?                      | -                                            |                                              |               | [ 4 ]         |
| 14           |        | Gabriel Campreciós i Negre    | ?                      | ?                      | -                                            |                                              |               | [ 4 ]         |
| 16           |        | Bruno Vidal                   | ?                      | ?                      | -                                            |                                              |               | [ 4 ]         |
| 16           |        | Pau Basté                     | ?                      | ?                      | -                                            |                                              |               | [ 4 ]         |
| 17           |        | Francesc Llargués i Vila      | 1834 1865              | 1837 1868              | -                                            | -                                            |               | [ 4 ]         |
| 18           |        | Pau Riera                     | ?                      | ?                      | -                                            |                                              |               | [ 4 ]         |
| 19           |        | Vicenç Casas                  | ?                      | ?                      | -                                            |                                              |               | [ 4 ]         |
| 20           |        | Bernard Vallhonrat i Poch     | c. 1860                | c. 1860                | -                                            |                                              |               | [ 4 ] [ 16 ]  |
| 21           |        | Ramon Sala i Massaguer        | 16 de febrer de 1873   | agost de 1873          | -                                            |                                              |               | [ 4 ] [ 17 ]  |
| 22           |        | Josep Mélich i Petit          | agost de 1873          | 15 de gener de 1874    | -                                            |                                              |               | [ 4 ] [ 18 ]  |
| 23           |        | Carles Viñals i Madolell      | ?                      | ?                      | -                                            |                                              |               | [ 4 ]         |
| 24           |        | Josep Gelabert i Fatjó        | ?                      | ?                      | -                                            |                                              |               | [ 4 ]         |
| 25           |        | Cristòfor Llargués i Campmany | 1883                   | 1887                   | -                                            |                                              |               | [ 4 ]         |
| 26           |        | Ramon Sala i Massaguer        | 1887                   | 1888                   | -                                            |                                              |               | [ 4 ] [ 18 ]  |
| 27           |        | Vicenç Montserrat             | ?                      | ?                      | -                                            |                                              |               | [ 4 ]         |
| -            |        | Josep Gelabert i Fatjó        | ?                      | ?                      | -                                            |                                              |               | [ 4 ]         |
| 28           |        | Josep Fernández i Batlla      | ?                      | ?                      | -                                            |                                              |               | [ 4 ]         |
| 29           |        | Josep Mariné i Casas          | ?                      | ?                      | -                                            |                                              |               | [ 4 ]         |
| 30           |        | Josep Gairal i Farrés         | 1906                   | 1r d'agost de 1907     | -                                            |                                              |               | [ 4 ]         |
| 31           |        | Vicenç Cunill i Roura         | 1907                   | ?                      | -                                            |                                              |               | [ 4 ]         |
| 32           |        | Bartomeu Ribas i Palau        | ?                      | ?                      | -                                            |                                              |               | [ 4 ]         |
| 33           |        | Jacint Preciós i Esmerats     | ?                      | ?                      | -                                            |                                              |               | [ 4 ]         |
| 34           |        | Vicenç Llivina i Fernández    | ?                      | ?                      | Lliga Regionalista                           |                                              |               | [ 4 ]         |
| 35           |        | Josep Mélich i Riera          | ?                      | ?                      | -                                            |                                              |               | [ 4 ]         |
| 36           |        | Baldiri Cortada i Carbonell   | ?                      | ?                      | -                                            |                                              |               | [ 4 ]         |
| 37           |        | Vicenç Llivina i Fernández    | abril de 1920          | febrer de 1922         | Lliga Regionalista                           |                                              |               | [ 4 ]         |
| 38           |        | Alfons Cuixart i Llargués     | febrer de 1922         | abril de 1931          | Lliga Regionalista                           |                                              |               | [ 4 ]         |
| 39           |        | Llorenç Marigó i Poblet       | 12 d'abril de 1931     | gener de 1934          | Partit Republicà Radical                     |                                              |               | [ 4 ] [ 12 ]  |
| 40           |        | Isidor Coma i Fabrés          | febrer de 1934         | 13 d'octubre de 1934   | Esquerra Republicana de Catalunya            |                                              |               | [ 12 ] [ 19 ] |
| -            |        | Llorenç Marigó i Poblet       | 2 de maig de 1935      | febrer de 1936         | Partit Republicà Radical                     |                                              |               | [ 12 ]        |
| -            |        | Isidor Coma i Fabrés          | 16 de febrer de 1936   | juliol de 1936         | Esquerra Republicana de Catalunya            |                                              |               | [ 12 ]        |
| 41           |        | Amadeu Fabrès i Sardà         | 27 de juliol de 1936   | 27 de setembre de 1937 | Partit Socialista Unificat de Catalunya      |                                              |               | [ 12 ] [ 20 ] |
| 42           |        | Lope Insa i Canut             | 27 de setembre de 1937 | desembre de 1937       | Esquerra Republicana de Catalunya            |                                              |               | [ 12 ]        |
| 43           |        | Jaume Lloret i Bonada         | 2 de desembre de 1937  | novembre de 1938       | Partit Socialista Unificat de Catalunya      |                                              |               | [ 12 ]        |
| 44           |        | Josep Berruezo i Lloret       | novembre de 1938       | gener de 1939          | Confederació Nacional del Treball (sindicat) | Confederació Nacional del Treball (sindicat) |               | [ 12 ]        |
| -            |        | Llorenç Marigó i Poblet       | gener de 1939          | 1940                   | Dictadura franquista                         |                                              |               | [ 13 ] [ 14 ] |
| 45           |        | Manuel Medina Clavero         | 12 d'agost de 1940     | 1945                   | Dictadura franquista                         |                                              | [ 21 ] [ 15 ] |               |
| 46           |        | Ramon Gaya i Massot           | 1945                   | 1951                   | Dictadura franquista                         |                                              | [ 22 ]        |               |
| 47           |        | Josep Riu i Carreras          | 20 d'octubre de 1951   | 30 de desembre de 1969 | Dictadura franquista                         |                                              | [ 23 ]        |               |
| 48           |        | Josep Maria Ferrer i Penedès  | 30 de desembre de 1969 | 26 de juliol de 1978   | Dictadura franquista                         |                                              | [ 24 ]        |               |
| 49           |        | Joan Seijo i Viñas            | agost de 1978          | abril de 1979          | Dictadura franquista                         |                                              | [ 24 ] [ 25 ] |               |
| 50           |        | Frederic Prieto i Caballé     | abril de 1979          | maig de 1985           | Partit Socialista Unificat de Catalunya      |                                              |               | [ 26 ]        |
| 51           |        | José Montilla i Aguilera      | 28 de maig de 1985     | 16 d'abril de 2004     | Partit dels Socialistes de Catalunya         |                                              |               | [ 26 ]        |
| 52           |        | Antonio Balmón Arévalo        | 25 d'abril de 2004     | actualitat             | Partit dels Socialistes de Catalunya         |                                              |               | [ 27 ]        |